# Helmut Rahn
Helmut Rahn (Der Boss – A főnök) (Essen, 1929. augusztus 16. – Essen, 2003. augusztus 13.) világbajnok német labdarúgó.

## Pályafutása
Helmut Rahn az SV Altenessen 1912 labdarúgócsapatánál kezdte a karrierjét, 1938 és 1946 között játszott ebben a klubban. Ezután a körzeti bajnokságba, az SC Oelde csapatához igazolt, ahol 52 gólt szerzett, végül egy szezon erejéig a Sportfreunden Katernberg csapatnál is megfordult.
Legnagyobb klubcsapatban elért sikereit a Rot-Weiß Essenben aratta, ahol 1951 és 1959 között játszott. Itt lett 1953-ban német kupagyőztes, majd 1955-ben német bajnok. 1952-ben egy argentin gárda, a Racing Club Avellaneda csábította, de végül nem váltott klubot 1959-ig, amikor is az 1. FC Kölnhöz igazolt. Itt egy szezon erejéig játszott, majd egy holland csapathoz, az SC Enschede-hez távozott. Az 1963-ban induló Bundesligában, a Meidericher SV-nál (az MSV Duisburg elődje) játszott. Ebben a csapatban kellett befejeznie pályafutását térdsérülése miatt.
Igazi hírnevét azonban a válogatottbeli szereplésének köszönheti. Az 1954-es világbajnok német csapat vezéregyénisége volt. A döntőt a magyar együttessel vívták. A magyarok 2 gyors góllal a mérkőzés elején 2-0-s előnyre tettek szert, majd a németek feljöttek, és Helmut Rahn góljával egyenlítettek, majd Rahn a mérkőzés vége előtt nem sokkal megszerezte győztes találatot.
Pályafutása befejezése után a nyilvánosságtól visszavonultan élt, alkoholproblémával küszködve. A 74. születésnapja előtt három nappal, Essenben érte a halál.
A futballpályán kivételes irányítói képességeinek köszönhetően kapta a Der Boss (A Főnök) becenevet.

## A Helmut Rahn emlékmű

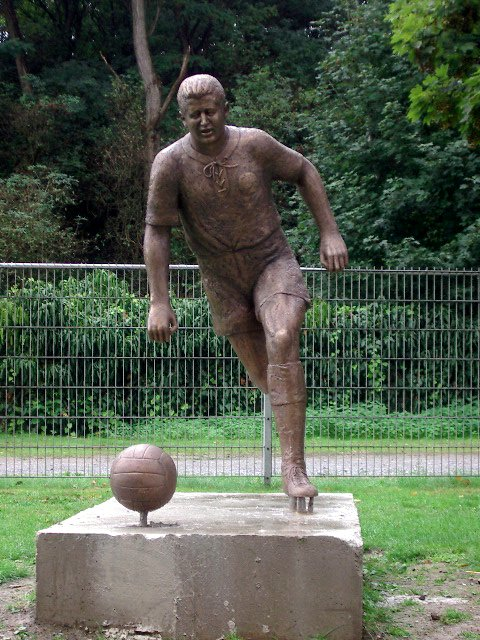
Az emlékmű

2004. július 12-én ünnepélyes keretek között az esseni Georg-Melches Stadion előtt mintegy 5500-an gyűltek össze, hogy tisztelegjenek emlékének a róla készült életnagyságú bronzszobor avatásán.

## Válogatottbéli szereplése
| Év        | Mérkőzés | Gól |
| --------- | -------- | --- |
| 1951      | 2        | 1   |
| 1952      | 3        | 1   |
| 1953      | 4        | 1   |
| 1954      | 6        | 4   |
| 1955      | 3        | 0   |
| 1956      | 1        | 0   |
| 1957      | 3        | 2   |
| 1958      | 11       | 10  |
| 1959      | 5        | 1   |
| 1960      | 2        | 1   |
| Összesen: | 40       | 21  |

## Sikerei, díjai
- 1953 német-kupa győztes
- 1954 Világbajnok
- 1955 német bajnok
- 1964 német bajnoki második helyezett